# داگ بلر
داگلاس بلر لوک، معروف به داگ بلر (زاده ۱۱ فوریه ۱۹۶۳) گیتاریست هوی متال و عضوی از گروه وسپ بود. نخستین پیشرفت‌های بلر در موسیقی، در ایالت کانکتیکات زادگاهش اتفاق افتاد. تمرکز او بر توانایی فنی با گیتار به سرعت باعث شد که او در منطقهٔ سه ایالت (نیویورک، نیوجرسی، سی‌تی) شهرتی دست و پا کند.

## حرفهٔ موسیقی
گروه اولیهٔ او، ران ۲۱، تاریخ‌های باشگاهی کوچکی را در منطقهٔ سه ایالت می‌نواختند و برخی از مطالب اصلی را در آن زمان ضبط می‌کردند. یکی از آهنگ‌ها، "Baby It's Your Face" در استودیو پرزنس در وستون، کانکتیکات ضبط شد و در مجموعه Metalstorm توسط جیمی بیرکامشاو تهیه شد و تام بوید در سال ۱۹۸۵ آن را منتشر کرد. این گروه اولیهٔ داگ بلر، همچنین شامل استت هاولند در درام بود که بعداً مانند بلر به گروه وسپ ملحق شد. اجرای ران ۲۱ به ویژه برای نمایش عجیب و غریبش (در مقایسه با دیگر نمایش‌های کنتیکت) معروف بود که بلر وری میله می‌پرید و در حالی که بین لیوان‌ها و بطری‌ها می‌دوید، ساز می‌نواخت. این عمل دارای یک عنصر کمدی با گفتگوی درامر استت هاولند با تماشاگران بود. این سبک اجرای اولیه «بیش از حد» مقدمه‌ای برای کاری بود که بلر و هاولند با وسپ که شهرت بین‌المللی داشت، انجام می‌دادند.
او ابتدا برای مدت کوتاهی در سال ۱۹۹۲ با گروه وسپ همنوازی کرد.. در این مدت بلر ستونی برای گیتار برای مجله Mixx نوشت که در آنجا در مورد موضوع کلی نواختن گیتار و سازهای گیتار که به طراحی آن شهرت داشت، آموزش و مشاوره می‌داد. او همچنین در طول تور گروه وسپ در سال ۲۰۰۱ در دو کنسرت جشنواره زمانی که کریس هلمز گروه را ترک کرد، جایگزین سریعی شد. در سال ۲۰۰۶ برای سومین بار توسط وسپ استخدام شد.
دیگر گروه فعلی او سیگنال‌تونویز با نوازنده سازهای کوبه ای/خواننده جان آنتونی است. اولین آلبوم آنها، مبارزه با بیماری روانی، دارای هفت آهنگ است به نام‌های"Generica", "Contrast", "Hear", "Disown", "Out", "Corner" و یک نسخه آکوستیک جایزه از "Wall".
او همچنین گهگاه به عنوان نوازنده مهمان در کنسرت‌های هنرمندان دیگری مانند باربیکیوباربیز ظاهر می‌شود.
در ماه مه ۲۰۱۶ بلر از همکاری آتی با ملیسا ونفلیت، خواننده و نوازنده متال آلترناتیو آمریکایی خبر داد. در اکتبر ۲۰۱۷، ونفلیت آهنگ Raven را منتشر کرد که در آن بلر در گیتار لید حضور داشت.